# Les Vierges folichonnes
Pour plus de détails, voir Fiche technique et Distribution.
Les Vierges folichonnes (titre original : Die tolldreisten Geschichten – nach Honoré de Balzac) est un film allemand réalisé par Giuseppe Zaccariello, sorti en 1969.
Il s'agit d'une adaptation libre des Cent Contes drolatiques de Honoré de Balzac.

## Synopsis
Le jeune noble Fabian von Weyden, son amante Eugénie et la très jeune nièce, la comtesse Annette, sont invités un week-end pour un rendez-vous érotique sur son château. Sont aussi invités notamment la jolie Arabella et le riche Phileas Leuwenstam, un homme d'âge mûr ; un couple qui n'a pas encore consommé son mariage. Manuel da Silva et Felicitas, un couple qui s'est depuis séparé, arrivent également au manoir. Afin de se mettre dans l'ambiance érotique, on commence à lire l'histoire sensuelle et audacieuse de Balzac. Guidé par la servante très animée Sophie, il y a bientôt à un cache-cache, auquel se joignent d'autres invités. Lors d'une bacchanale, toutes les inhibitions tombent enfin.
Alors que tout le monde s'amuse, Sophie la maîtresse de cérémonie sépare Annette et Manuel des autres et promet beaucoup de changement de partenaire. Manuel demande la main de sa nièce et est surpris par Fabian. Puis Sophie amène Felicitas avec Leuwenstam, beaucoup plus âgé, qui, dans l'obscurité de la nuit, la prend pour sa femme. Quand il se rend compte de son erreur, Phileas veut divorcer immédiatement de sa femme, puis épouser la beauté plantureuse, laquelle se montre intéressée. Enfin, Fabian aspire aussi à un mariage avec Eugénie, et la ronde d'amour se termine bien pour tous.

## Fiche technique
- Titre original : Die tolldreisten Geschichten – nach Honoré de Balzac
- Titre français : Les Vierges folichonnes[1]
- Titre italien : Alle dame del castello piace molto fare quello...
- Réalisation : Giuseppe Zaccariello (sous le nom de « Josef Zachar »), assisté de Claudio Schreiber
- Scénario : Kurt Nachmann
- Musique : Claudius Alzner, Gerhard Heinz (de)
- Direction artistique : Fritz Jüptner-Jonstorff
- Costumes : Lambert Hofer
- Photographie : Kurt Junek (de)
- Montage : Traude Krappl-Maass
- Production : Karl Spiehs
- Sociétés de production : Lisa Film
- Société de distribution : Gloria Film
- Pays d'origine :  Allemagne de l'Ouest
- Langue : allemand
- Format : Couleur - 2,35:1 - Mono - 35 mm
- Genre : Comédie érotique
- Durée : 90 minutes
- Dates de sortie :
  - Allemagne de l'Ouest : 18 avril 1969.
  - France : 15 juillet 1970[1].

## Distribution
- Joachim Hansen : Fabian von Weyden
- Edwige Fenech : Felicitas
- Ivan Nesbitt : Manuel da Silva
- Angelika Ott : Sophie, la servante
- Michaela May : Annette
- Walter Buschhoff : Phileas Leuwenstam
- Sieghardt Rupp : Georg
- Ralf Wolter : Toni
- Gustav Knuth : Le maire
- Sissy Löwinger : Therese, une femme de ménage
- Caterina Alt : Arabella
- Francy Fair : Eugénie
- Christine Schuberth : La femme de chambre